# Aphytis huidongensis
Aphytis huidongensis är en stekelart som beskrevs av Huang 1994. Aphytis huidongensis ingår i släktet Aphytis och familjen växtlussteklar. Inga underarter finns listade i Catalogue of Life.